# Форново Сан Ђовани
Форново Сан Ђовани (итал. Fornovo San Giovanni) је насеље у Италији у округу Бергамо, региону Ломбардија.
Према процени из 2011. у насељу је живело 2951 становника. Насеље се налази на надморској висини од 110 м.

## Становништво
Према резултатима пописа становништва 2011. у општини је живело 3.319 становника.
| 1936. | 1951. | 1961. | 1971. | 1981. | 1991. | 2001. | 2011. |
| ----- | ----- | ----- | ----- | ----- | ----- | ----- | ----- |
| 1.541 | 1.529 | 1.514 | 1.614 | 2.076 | 2.312 | 2.707 | 3.319 |